# کاکاوادزور، آراگاتسوتن
کاکاوادزور (به ارمنی: Կաքավաձոր) یک روستا در ارمنستان است که در استان آراگاتسوتن واقع شده‌است.  در  کیلومتری شمال آشتاراک، مرکز استان آراگاتسوتن واقع شده است.

## خصوصیات
کاکاوادزور ۱٬۰۱۲ نفر جمعیت دارد و در ارتفاع  متر بالاتر از سطح دریا قرار گرفته است.